# Fusione di comuni italiani
La fusione di comuni nell'ordinamento statale e nel diritto amministrativo italiano è l'unione fisico-territoriale fra due o più comuni contigui. La fusione tra questi enti locali, introdotta con la Legge sulle Autonomie locali n. 142 del 1990, è disciplinata dal Testo Unico degli Enti Locali, approvato con decreto legislativo 18 agosto 2000, n. 267; in particolare, la materia è trattata nell'articolo 15 di tale testo unico, che tra l'altro prevede come, a eccezione delle fusioni tra più comuni, non possano esserne istituiti di nuovi con una popolazione inferiore ai 10 000 abitanti. In base all'articolo 133 della Costituzione della Repubblica Italiana, dette modificazioni devono essere deliberate dalla Regione, sentite le popolazioni interessate, nelle forme previste dalle leggi regionali.
All'interno del nuovo comune possono facoltativamente essere istituiti più enti locali detti municipi.
La Corte costituzionale ha depositato, il 24 marzo 2015, la sentenza n. 50/2015 con la quale si è pronunciata sui ricorsi presentati da quattro Regioni (Veneto, Campania, Puglia, Lombardia) contro 58 commi (dei 151 originari, ma poi accresciuti in numero dalle successive modifiche legislative) dell'unico articolo della legge n. 56 del 2014 (cosiddetta legge Delrio), discussi in udienza pubblica il 24 febbraio dello stesso anno; in sostanza la Corte afferma che la competenza per le fusioni per incorporazione resta dello Stato, potendo le Regioni legiferare solo sulla fusione "tradizionale" con nascita di un nuovo comune.

## Unioni amministrative precedenti al 1990
Anche prima della Legge sulle Autonomie locali n. 142 del 1990, molti comuni italiani sono nati in seguito all'unione di due o più comuni preesistenti; queste unioni, pur non essendo tecnicamente "fusioni" in senso stretto (non era ad esempio previsto un referendum), ne condividono il principio e il funzionamento sostanziale, e sono quindi elencati a scopo illustrativo.
In molti casi (soprattutto durante il periodo fascista) queste unioni sono in seguito state sciolte e i comuni coinvolti ricostituiti.
Nota: in grassetto i capoluoghi di provincia
| Anno      | Regione attuale       | Provincia attuale    | Nuovo comune                           | Comuni soppressi | Nº | Note                 |
| --------- | --------------------- | -------------------- | -------------------------------------- | --- | -- | -------------------- |
| 1862      | Lazio                 | Latina               | Formia                                 | Castellone Maranola Mola di Gaeta | 3  |                      |
| 1870-1877 | Lombardia             | Lodi                 | Chiosi d'Adda Vigadore                 | Chiosi di Porta d'Adda Vigadore | 2  | [ 4 ] [ 5 ]          |
| 1870      | Lombardia             | Milano               | Marcallo con Casone                    | Casone Marcallo | 2  | [ 4 ]                |
| 1870      | Lombardia             | Milano               | Robecchetto con Induno                 | Induno Ticino Robecchetto | 2  | [ 4 ]                |
| 1873      | Toscana               | Arezzo               | Ortignano Raggiolo                     | Ortignano Raggiolo | 2  |                      |
| 1874-1877 | Lombardia             | Lodi                 | Chiosi Uniti con Bottedo               | Chiosi di Porta Regale Chiosi di Porta Cremonese Bottedo | 3  | [ 5 ]                |
| 1878      | Calabria              | Reggio Calabria      | Delianuova                             | Paracorio Pedavoli | 2  |                      |
| 1879      | Abruzzo               | Pescara              | Pescara                                | San Silvestro | 1  | [ 6 ]                |
| 1920-1923 | Lombardia             | Milano               | Gorlaprecotto                          | Gorla Primo Precotto | 2  | [ 7 ] [ 8 ]          |
| 1920-2018 | Trentino-Alto Adige   | Trento               | Pozza di Fassa                         | Pozza di Fassa Pera di Fassa | 2  | [ 9 ]                |
| 1923      | Liguria               | Imperia              | Imperia                                | Oneglia Porto Maurizio Caramagna Ligure Piani Castelvecchio di Santa Maria Maggiore Borgo Sant'Agata Costa d’Oneglia Poggi Torrazza Moltedo Superiore Montegrazie | 11 | [ 10 ]               |
| 1926      | Veneto                | Venezia              | Venezia                                | Venezia Mestre Favaro Veneto Chirignago Zelarino | 5  | [ 11 ]               |
| 1927      | Abruzzo               | Pescara              | Pescara                                | Pescara Castellammare Adriatico | 2  | [ 12 ]               |
| 1927-1945 | Calabria              | Cosenza              | Guardia Piemontese Terme               | Acquappesa Guardia Piemontese | 2  | [ 13 ]               |
| 1927      | Liguria               | Savona               | Finale Ligure                          | Finalborgo Finalmarina Finalpia | 3  | [ 14 ]               |
| 1927-1947 | Lombardia             | Bergamo              | Curdomo                                | Curno Mozzo | 2  | [ 15 ]               |
| 1927      | Lombardia             | Bergamo              | Valbondione                            | Bondione Fiumenero | 2  | [ 16 ]               |
| 1927      | Lombardia             | Lecco                | Esino Lario                            | Esino Inferiore Esino Superiore | 2  | [ 17 ]               |
| 1927      | Puglia                | Bari                 | Adelfia                                | Canneto di Bari Montrone | 2  |                      |
| 1927      | Slovenia              |                      | Villa del Nevoso                       | Bisterza Torrenova di Bisterza | 2  | [ 18 ]               |
| 1928-1947 | Abruzzo               | Pescara              | Pescara                                | Pescara Spoltore | 2  | [ 19 ]               |
| 1928-1935 | Basilicata            | Potenza              | Castelluccio                           | Castelluccio Inferiore Castelluccio Superiore | 2  |                      |
| 1928      | Calabria              | Cosenza              | Aiello Calabro                         | Ajello Cleto [ 20 ] Serra d'Aiello [ 21 ] | 3  |                      |
| 1928-1947 | Calabria              | Cosenza              | Laino Bruzio                           | Laino Borgo Laino Castello | 2  |                      |
| 1928      | Calabria              | Cosenza              | Praia a Mare                           | Aieta [ 22 ] Tortora [ 21 ] | 2  |                      |
| 1928-1937 | Calabria              | Cosenza              | Spezzano della Sila                    | Spezzano Grande Spezzano Piccolo | 2  |                      |
| 1928-1946 | Calabria              | Reggio Calabria      | Samo di Calabria                       | Caraffa del Bianco Casignana Samo Sant'Agata del Bianco | 4  |                      |
| 1928      | Calabria              | Reggio Calabria      | San Pietro di Caridà                   | Caridà San Pier Fedele | 2  |                      |
| 1928      | Calabria              | Reggio Calabria      | Taurianova                             | Jatrinoli Radicena Terranova Sappo Minulio [ 23 ] | 3  | [ 24 ]               |
| 1928-1946 | Campania              | Caserta              | Albanova                               | Casal di Principe San Cipriano d'Aversa | 2  | [ 25 ]               |
| 1928-1946 | Campania              | Caserta              | Arienzo San Felice                     | Arienzo San Felice a Cancello | 2  | [ 26 ]               |
| 1928-1946 | Campania              | Caserta              | Atella di Napoli                       | Orta di Atella Sant'Arpino Succivo | 3  |                      |
| 1928      | Friuli-Venezia Giulia | Trieste              | Duino-Aurisina                         | Aurisina Duino Malchina San Pelagio Slivia | 5  | [ 27 ]               |
| 1928-1970 | Lombardia             | Bergamo              | Riviera d'Adda                         | Medolago Solza | 2  | [ 28 ]               |
| 1928-1966 | Lombardia             | Como                 | Cernusco Montevecchia                  | Cernusco Lombardone Montevecchia | 2  | [ 29 ]               |
| 1928-1948 | Lombardia             | Pavia                | Campospinoso Albaredo                  | Albaredo Arnaboldi Campospinoso | 2  |                      |
| 1928-1947 | Lombardia             | Cremona              | Palvareto                              | Solarolo Rainerio San Giovanni in Croce | 2  |                      |
| 1928      | Lombardia             | Milano               | Cinisello Balsamo                      | Cinisello Balsamo | 2  | [ 24 ]               |
| 1928      | Piemonte              | Alessandria          | Brignano Frascata                      | Brignano del Curone Frascata | 2  |                      |
| 1928      | Piemonte              | Alessandria          | Carezzano                              | Carezzano Superiore Carezzano Inferiore | 2  |                      |
| 1928      | Piemonte              | Torino               | Campiglione-Fenile                     | Campiglione Fenile | 2  |                      |
| 1928      | Piemonte              | Vercelli             | Pray                                   | Flecchia Pianceri Pray | 3  |                      |
| 1928-1947 | Sicilia               | Messina              | Lanza                                  | Malvagna Mojo Alcantara | 2  |                      |
| 1928      | Trentino-Alto Adige   | Trento               | Spiazzo                                | Borzago Mortaso Fisto | 3  |                      |
| 1928-2015 | Trentino-Alto Adige   | Trento               | Pieve di Bono                          | Agrone Bersone Cologna in Giudicarie Creto Daone Por Praso Prezzo Strada                                                                                          | 9  | [ 30 ] [ 31 ] [ 32 ] |
| 1928-1946 | Valle d'Aosta         |                      | Gressoney                              | Gressoney-La-Trinité Gressoney-Saint-Jean | 2  |                      |
| 1928-1946 | Valle d'Aosta         | Rhêmes               | Rhêmes-Notre-Dame Rhêmes-Saint-Georges | 2 |    |                      |
| 1929-1946 | Campania              | Caserta              | Fertilia                               | Casaluce Teverola | 2  | [ 33 ]               |
| 1929      | Sicilia               | Messina              | Spadafora                              | Spadafora San Martino Valdina [ 34 ] Venetico [ 35 ] | 3  |                      |
| 1929      | Sicilia               | Messina              | Villafranca Tirrena                    | Bauso Calvaruso Saponara Villafranca [ 36 ] | 3  |                      |
| 1930      | Friuli-Venezia Giulia | Pordenone            | Pordenone                              | Pordenone Vallenoncello | 2  | [ 37 ]               |
| 1936-1947 | Lombardia             | Pavia                | Pometo                                 | Canevino Ruino | 2  | [ 38 ]               |
| 1938-1946 | Toscana               | Massa-Carrara        | Apuania                                | Carrara Massa Montignoso | 3  | [ 39 ]               |
| 1939      | Piemonte              | Verbano-Cusio-Ossola | Verbania                               | Intra Pallanza | 2  | [ 40 ]               |
| 1939-1945 | Sicilia               | Catania              | Giarre-Riposto                         | Giarre Riposto | 2  | [ 42 ]               |
| 1940-1945 | Lazio                 | Roma                 | Nettunia                               | Anzio Nettuno | 2  | [ 43 ]               |
| 1940      | Piemonte              | Vercelli             | Biella                                 | Biella Chiavazza Cossila | 3  |                      |
| 1968      | Calabria              | Catanzaro            | Lamezia Terme                          | Nicastro Sambiase Sant'Eufemia Lamezia | 3  | [ 44 ]               |
| 1974      | Trentino-Alto Adige   | Bolzano              | Senale-San Felice                      | San Felice Senale | 2  |                      |

## Fusioni di comuni (1990-oggi)
Nota: in grassetto i capoluoghi di provincia.

### Fusioni tradizionali
| Anno      | Regione               | Provincia            | Nuovo comune                      | Comuni soppressi                                                               | Nº | Note   |
| --------- | --------------------- | -------------------- | --------------------------------- | ------------------------------------------------------------------------------ | -- | ------ |
| 1995      | Veneto                | Rovigo               | Porto Viro                        | Contarina Donada                                                               | 2  | [ 46 ] |
| 1995      | Veneto                | Padova               | Due Carrare                       | Carrara San Giorgio Carrara Santo Stefano                                      | 2  | [ 46 ] |
| 1998      | Piemonte              | Asti                 | Montiglio Monferrato              | Colcavagno Montiglio Scandeluzza                                               | 3  | [ 46 ] |
| 1999-2019 | Piemonte              | Biella               | Mosso                             | Mosso Santa Maria Pistolesa                                                    | 2  | [ 46 ] |
| 2003      | Lombardia             | Como                 | San Siro                          | Sant'Abbondio Santa Maria Rezzonico                                            | 2  | [ 46 ] |
| 2009      | Friuli-Venezia Giulia | Udine                | Campolongo Tapogliano             | Campolongo al Torre Tapogliano                                                 | 2  |        |
| 2010      | Trentino-Alto Adige   | Trento               | Comano Terme                      | Bleggio Inferiore Lomaso                                                       | 2  |        |
| 2010      | Trentino-Alto Adige   | Trento               | Ledro                             | Bezzecca Concei Molina di Ledro Pieve di Ledro Tiarno di Sopra Tiarno di Sotto | 6  |        |
| 2011      | Lombardia             | Como                 | Gravedona ed Uniti                | Consiglio di Rumo Germasino Gravedona                                          | 3  |        |
| 2013      | Campania              | Avellino             | Montoro                           | Montoro Inferiore Montoro Superiore                                            | 2  |        |
| 2013-2024 | Veneto                | Belluno              | Quero Vas                         | Quero Vas                                                                      | 2  |        |
| 2014      | Emilia-Romagna        | Bologna              | Valsamoggia                       | Bazzano Castello di Serravalle Crespellano Monteveglio Savigno                 | 5  | [ 47 ] |
| 2014      | Emilia-Romagna        | Ferrara              | Fiscaglia                         | Massa Fiscaglia Migliarino Migliaro                                            | 3  |        |
| 2014      | Emilia-Romagna        | Parma                | Sissa Trecasali                   | Sissa Trecasali                                                                | 2  |        |
| 2014      | Emilia-Romagna        | Rimini               | Poggio Torriana                   | Poggio Berni Torriana                                                          | 2  |        |
| 2014      | Friuli-Venezia Giulia | Udine                | Rivignano Teor                    | Rivignano Teor                                                                 | 2  | [ 48 ] |
| 2014      | Lombardia             | Bergamo              | Sant'Omobono Terme                | Sant'Omobono Terme Valsecca                                                    | 2  |        |
| 2014      | Lombardia             | Bergamo              | Val Brembilla                     | Brembilla Gerosa                                                               | 2  |        |
| 2014      | Lombardia             | Como                 | Bellagio                          | Bellagio Civenna                                                               | 2  |        |
| 2014      | Lombardia             | Como                 | Colverde                          | Drezzo Gironico Parè                                                           | 3  |        |
| 2014      | Lombardia             | Como                 | Tremezzina                        | Lenno Mezzegra Ossuccio Tremezzo                                               | 4  |        |
| 2014      | Lombardia             | Lecco                | Verderio                          | Verderio Inferiore Verderio Superiore                                          | 2  |        |
| 2014      | Lombardia             | Mantova              | Borgo Virgilio                    | Borgoforte Virgilio                                                            | 2  |        |
| 2014      | Lombardia             | Pavia                | Cornale e Bastida                 | Bastida de' Dossi Cornale                                                      | 2  |        |
| 2014      | Lombardia             | Varese               | Maccagno con Pino e Veddasca      | Maccagno Pino sulla Sponda del Lago Maggiore Veddasca                          | 3  |        |
| 2014      | Marche                | Ancona               | Trecastelli                       | Castel Colonna Monterado Ripe                                                  | 3  | [ 49 ] |
| 2014      | Marche                | Pesaro e Urbino      | Vallefoglia                       | Colbordolo Sant'Angelo in Lizzola                                              | 2  |        |
| 2014      | Toscana               | Arezzo               | Castelfranco Piandiscò            | Castelfranco di Sopra Pian di Scò                                              | 2  | [ 50 ] |
| 2014      | Toscana               | Arezzo               | Pratovecchio Stia                 | Pratovecchio Stia                                                              | 2  |        |
| 2014      | Toscana               | Firenze              | Figline e Incisa Valdarno         | Figline Valdarno Incisa in Val d'Arno                                          | 2  | [ 51 ] |
| 2014      | Toscana               | Firenze              | Scarperia e San Piero             | San Piero a Sieve Scarperia                                                    | 2  |        |
| 2014      | Toscana               | Lucca                | Fabbriche di Vergemoli            | Fabbriche di Vallico Vergemoli                                                 | 2  | [ 52 ] |
| 2014      | Toscana               | Pisa                 | Casciana Terme Lari               | Casciana Terme Lari                                                            | 2  |        |
| 2014      | Toscana               | Pisa                 | Crespina Lorenzana                | Crespina Lorenzana                                                             | 2  |        |
| 2014      | Veneto                | Belluno              | Longarone                         | Castellavazzo Longarone                                                        | 2  |        |
| 2015      | Friuli-Venezia Giulia | Pordenone            | Valvasone Arzene                  | Arzene Valvasone                                                               | 2  |        |
| 2015      | Lombardia             | Lecco                | La Valletta Brianza               | Perego Rovagnate                                                               | 2  |        |
| 2015      | Toscana               | Lucca                | Sillano Giuncugnano               | Giuncugnano Sillano                                                            | 2  | [ 53 ] |
| 2015      | Trentino-Alto Adige   | Trento               | Predaia                           | Coredo Smarano Taio Tres Vervò                                                 | 5  |        |
| 2015      | Trentino-Alto Adige   | Trento               | San Lorenzo Dorsino               | Dorsino San Lorenzo in Banale                                                  | 2  |        |
| 2015      | Trentino-Alto Adige   | Trento               | Valdaone                          | Bersone Daone Praso                                                            | 3  |        |
| 2016      | Emilia-Romagna        | Bologna              | Alto Reno Terme                   | Granaglione Porretta Terme                                                     | 2  |        |
| 2016      | Emilia-Romagna        | Parma                | Polesine Zibello                  | Polesine Parmense Zibello                                                      | 2  |        |
| 2016      | Emilia-Romagna        | Reggio Emilia        | Ventasso                          | Busana Collagna Ligonchio Ramiseto                                             | 4  |        |
| 2016      | Emilia-Romagna        | Rimini               | Montescudo-Monte Colombo          | Monte Colombo Montescudo                                                       | 2  |        |
| 2016      | Lombardia             | Pavia                | Corteolona e Genzone              | Corteolona Genzone                                                             | 2  | [ 54 ] |
| 2016      | Piemonte              | Biella               | Campiglia Cervo                   | Campiglia Cervo Quittengo San Paolo Cervo                                      | 3  |        |
| 2016      | Piemonte              | Biella               | Lessona                           | Crosa Lessona                                                                  | 2  |        |
| 2016      | Piemonte              | Verbano-Cusio-Ossola | Borgomezzavalle                   | Seppiana Viganella                                                             | 2  |        |
| 2016      | Trentino-Alto Adige   | Trento               | Altavalle                         | Faver Grauno Grumes Valda                                                      | 4  |        |
| 2016      | Trentino-Alto Adige   | Trento               | Altopiano della Vigolana          | Bosentino Centa San Nicolò Vattaro Vigolo Vattaro                              | 4  |        |
| 2016      | Trentino-Alto Adige   | Trento               | Amblar-Don                        | Amblar Don                                                                     | 2  |        |
| 2016      | Trentino-Alto Adige   | Trento               | Borgo Chiese                      | Brione Cimego Condino                                                          | 3  |        |
| 2016      | Trentino-Alto Adige   | Trento               | Borgo Lares                       | Bolbeno Zuclo                                                                  | 2  |        |
| 2016      | Trentino-Alto Adige   | Trento               | Castel Ivano                      | Spera Strigno Villa Agnedo                                                     | 3  | [ 55 ] |
| 2016      | Trentino-Alto Adige   | Trento               | Cembra Lisignago                  | Cembra Lisignago                                                               | 2  |        |
| 2016      | Trentino-Alto Adige   | Trento               | Contà                             | Cunevo Flavon Terres                                                           | 3  |        |
| 2016      | Trentino-Alto Adige   | Trento               | Dimaro Folgarida                  | Dimaro Monclassico                                                             | 2  |        |
| 2016      | Trentino-Alto Adige   | Trento               | Madruzzo                          | Calavino Lasino                                                                | 2  |        |
| 2016      | Trentino-Alto Adige   | Trento               | Pieve di Bono-Prezzo              | Pieve di Bono Prezzo                                                           | 2  |        |
| 2016      | Trentino-Alto Adige   | Trento               | Porte di Rendena                  | Darè Vigo Rendena Villa Rendena                                                | 3  |        |
| 2016      | Trentino-Alto Adige   | Trento               | Primiero San Martino di Castrozza | Fiera di Primiero Siror Tonadico Transacqua                                    | 4  |        |
| 2016      | Trentino-Alto Adige   | Trento               | Sella Giudicarie                  | Bondo Breguzzo Lardaro Roncone                                                 | 4  |        |
| 2016      | Trentino-Alto Adige   | Trento               | Tre Ville                         | Montagne Preore Ragoli                                                         | 3  |        |
| 2016      | Trentino-Alto Adige   | Trento               | Vallelaghi                        | Padergnone Terlago Vezzano                                                     | 3  |        |
| 2016      | Trentino-Alto Adige   | Trento               | Ville d'Anaunia                   | Nanno Tassullo Tuenno                                                          | 3  |        |
| 2016      | Veneto                | Belluno              | Alpago                            | Farra d'Alpago Pieve d'Alpago Puos d'Alpago                                    | 3  |        |
| 2016      | Veneto                | Belluno              | Val di Zoldo                      | Forno di Zoldo Zoldo Alto                                                      | 2  |        |
| 2017      | Calabria              | Cosenza              | Casali del Manco                  | Casole Bruzio Pedace Serra Pedace Spezzano Piccolo Trenta                      | 5  |        |
| 2017      | Emilia-Romagna        | Ferrara              | Terre del Reno                    | Mirabello Sant'Agostino                                                        | 2  |        |
| 2017      | Lombardia             | Como                 | Alta Valle Intelvi                | Lanzo d'Intelvi Pellio Intelvi Ramponio Verna                                  | 3  |        |
| 2017      | Marche                | Macerata             | Valfornace                        | Fiordimonte Pievebovigliana                                                    | 2  |        |
| 2017      | Marche                | Pesaro e Urbino      | Colli al Metauro                  | Montemaggiore al Metauro Saltara Serrungarina                                  | 3  |        |
| 2017      | Marche                | Pesaro e Urbino      | Terre Roveresche                  | Barchi Orciano di Pesaro Piagge San Giorgio di Pesaro                          | 4  |        |
| 2017      | Toscana               | Pistoia              | Abetone Cutigliano                | Abetone Cutigliano                                                             | 2  | [ 56 ] |
| 2017      | Toscana               | Pistoia              | San Marcello Piteglio             | Piteglio San Marcello Pistoiese                                                | 2  | [ 57 ] |
| 2017      | Toscana               | Siena                | Montalcino                        | Montalcino San Giovanni d'Asso                                                 | 2  |        |
| 2017      | Veneto                | Vicenza              | Val Liona                         | Grancona San Germano dei Berici                                                | 2  |        |
| 2018      | Calabria              | Cosenza              | Corigliano-Rossano                | Corigliano Calabro Rossano                                                     | 2  |        |
| 2018      | Emilia-Romagna        | Piacenza             | Alta Val Tidone                   | Caminata Nibbiano Pecorara                                                     | 3  |        |
| 2018      | Friuli-Venezia Giulia | Udine                | Fiumicello Villa Vicentina        | Fiumicello Villa Vicentina                                                     | 2  |        |
| 2018      | Friuli-Venezia Giulia | Udine                | Treppo Ligosullo                  | Ligosullo Treppo Carnico                                                       | 2  |        |
| 2018      | Liguria               | Imperia              | Montalto Carpasio                 | Carpasio Montalto Ligure                                                       | 2  |        |
| 2018      | Lombardia             | Como                 | Centro Valle Intelvi              | Casasco d'Intelvi Castiglione d'Intelvi San Fedele Intelvi                     | 3  |        |
| 2018      | Lombardia             | Lecco                | Valvarrone                        | Introzzo Tremenico Vestreno                                                    | 3  |        |
| 2018      | Lombardia             | Lodi                 | Castelgerundo                     | Camairago Cavacurta                                                            | 2  |        |
| 2018      | Lombardia             | Mantova              | Borgo Mantovano                   | Pieve di Coriano Revere Villa Poma                                             | 3  |        |
| 2018      | Piemonte              | Alessandria          | Alluvioni Piovera                 | Alluvioni Cambiò Piovera                                                       | 2  |        |
| 2018      | Piemonte              | Alessandria          | Cassano Spinola                   | Cassano Spinola Gavazzana                                                      | 2  |        |
| 2018      | Piemonte              | Vercelli             | Alto Sermenza                     | Rima San Giuseppe Rimasco                                                      | 2  |        |
| 2018      | Piemonte              | Vercelli             | Cellio con Breia                  | Breia Cellio                                                                   | 2  |        |
| 2018      | Toscana               | Arezzo               | Laterina Pergine Valdarno         | Laterina Pergine Valdarno                                                      | 2  |        |
| 2018      | Toscana               | Livorno              | Rio                               | Rio Marina Rio nell'Elba                                                       | 2  |        |
| 2018      | Trentino-Alto Adige   | Trento               | San Giovanni di Fassa             | Pozza di Fassa Vigo di Fassa                                                   | 2  |        |
| 2018      | Veneto                | Padova               | Borgo Veneto                      | Megliadino San Fidenzio Saletto Santa Margherita d'Adige                       | 3  |        |
| 2018      | Veneto                | Vicenza              | Barbarano Mossano                 | Barbarano Vicentino Mossano                                                    | 2  |        |
| 2019      | Emilia-Romagna        | Ferrara              | Riva del Po                       | Berra Ro                                                                       | 2  |        |
| 2019      | Emilia-Romagna        | Ferrara              | Tresignana                        | Formignana Tresigallo                                                          | 2  |        |
| 2019      | Emilia-Romagna        | Parma                | Sorbolo Mezzani                   | Mezzani Sorbolo                                                                | 2  |        |
| 2019      | Lombardia             | Como                 | Solbiate con Cagno                | Cagno Solbiate                                                                 | 2  |        |
| 2019      | Lombardia             | Cremona              | Piadena Drizzona                  | Drizzona Piadena                                                               | 2  |        |
| 2019      | Lombardia             | Milano               | Vermezzo con Zelo                 | Vermezzo Zelo Surrigone                                                        | 2  |        |
| 2019      | Lombardia             | Mantova              | Borgocarbonara                    | Borgofranco sul Po Carbonara di Po                                             | 2  |        |
| 2019      | Lombardia             | Pavia                | Colli Verdi                       | Canevino Ruino Valverde                                                        | 3  |        |
| 2019      | Lombardia             | Varese               | Cadrezzate con Osmate             | Cadrezzate Osmate                                                              | 2  |        |
| 2019      | Marche                | Pesaro e Urbino      | Sassocorvaro Auditore             | Auditore Sassocorvaro                                                          | 2  |        |
| 2019      | Piemonte              | Alessandria          | Lu e Cuccaro Monferrato           | Cuccaro Monferrato Lu                                                          | 2  |        |
| 2019      | Piemonte              | Biella               | Quaregna Cerreto                  | Cerreto Castello Quaregna                                                      | 2  |        |
| 2019      | Piemonte              | Biella               | Valdilana                         | Mosso Soprana Trivero Valle Mosso                                              | 2  |        |
| 2019      | Piemonte              | Novara               | Gattico-Veruno                    | Gattico Veruno                                                                 | 2  |        |
| 2019      | Piemonte              | Torino               | Val di Chy                        | Alice Superiore Lugnacco Pecco                                                 | 3  |        |
| 2019      | Piemonte              | Torino               | Valchiusa                         | Meugliano Trausella Vico Canavese                                              | 3  |        |
| 2019      | Piemonte              | Verbano-Cusio-Ossola | Valle Cannobina                   | Cavaglio-Spoccia Cursolo-Orasso Falmenta                                       | 3  |        |
| 2019      | Puglia                | Lecce                | Presicce-Acquarica                | Acquarica del Capo Presicce                                                    | 2  |        |
| 2019      | Toscana               | Firenze              | Barberino Tavarnelle              | Barberino Val d'Elsa Tavarnelle Val di Pesa                                    | 2  |        |
| 2019      | Trentino-Alto Adige   | Trento               | Terre d'Adige                     | Nave San Rocco Zambana                                                         | 2  |        |
| 2019      | Veneto                | Belluno              | Borgo Valbelluna                  | Lentiai Mel Trichiana                                                          | 3  |        |
| 2019      | Veneto                | Treviso              | Pieve del Grappa                  | Crespano del Grappa Paderno del Grappa                                         | 2  |        |
| 2019      | Veneto                | Vicenza              | Colceresa                         | Mason Vicentino Molvena                                                        | 2  |        |
| 2019      | Veneto                | Vicenza              | Lusiana Conco                     | Conco Lusiana                                                                  | 2  |        |
| 2019      | Veneto                | Vicenza              | Valbrenta                         | Campolongo sul Brenta Cismon del Grappa San Nazario Valstagna                  | 4  |        |
| 2020      | Trentino-Alto Adige   | Trento               | Borgo d'Anaunia                   | Castelfondo Fondo Malosco                                                      | 3  |        |
| 2020      | Trentino-Alto Adige   | Trento               | Novella                           | Brez Cagnò Cloz Revò Romallo                                                   | 5  |        |
| 2020      | Trentino-Alto Adige   | Trento               | Ville di Fiemme                   | Carano Daiano Varena                                                           | 3  |        |
| 2023      | Lombardia             | Varese               | Bardello con Malgesso e Bregano   | Bardello Bregano Malgesso                                                      | 3  |        |
| 2023      | Piemonte              | Asti                 | Moransengo-Tonengo                | Moransengo Tonengo                                                             | 2  |        |
| 2024      | Lombardia             | Como                 | Uggiate con Ronago                | Ronago Uggiate-Trevano                                                         | 2  |        |
| 2024      | Veneto                | Belluno              | Setteville                        | Alano di Piave Quero Vas                                                       | 2  |        |
| 2024      | Veneto                | Padova               | Santa Caterina d'Este             | Carceri Vighizzolo d'Este                                                      | 2  |        |
| 2024      | Veneto                | Vicenza              | Sovizzo                           | Gambugliano Sovizzo                                                            | 2  |        |

### Fusioni per incorporazione
Queste fusioni coinvolgono tipicamente due comuni con una grande differenza in termini di popolazione, con il comune di dimensioni maggiori che dà il nome alla fusione. Amministrativamente, solo una delle amministrazioni comunali viene sciolta, pertanto solo uno dei comuni fusi viene considerato soppresso.
| Anno | Regione             | Provincia       | Comune incorporante       | Comune soppresso   | Note   |
| ---- | ------------------- | --------------- | ------------------------- | ------------------ | ------ |
| 2015 | Lombardia           | Sondrio         | Gordona                   | Menarola           | [ 59 ] |
| 2016 | Lombardia           | Brescia         | Bienno                    | Prestine           |        |
| 2016 | Trentino-Alto Adige | Trento          | Castel Ivano              | Ivano Fracena      | [ 60 ] |
| 2017 | Lombardia           | Mantova         | Sermide e Felonica        | Felonica           | [ 61 ] |
| 2017 | Lombardia           | Como            | San Fermo della Battaglia | Cavallasca         |        |
| 2017 | Marche              | Macerata        | Fiastra                   | Acquacanina        |        |
| 2017 | Piemonte            | Biella          | Pettinengo                | Selve Marcone      |        |
| 2018 | Piemonte            | Vercelli        | Varallo                   | Sabbia             |        |
| 2019 | Lombardia           | Cremona         | Torre de' Picenardi       | Ca' d'Andrea       |        |
| 2019 | Lombardia           | Mantova         | San Giorgio Bigarello     | Bigarello          | [ 62 ] |
| 2019 | Piemonte            | Cuneo           | Busca                     | Valmala            |        |
| 2019 | Piemonte            | Cuneo           | Saluzzo                   | Castellar          |        |
| 2019 | Piemonte            | Cuneo           | Santo Stefano Belbo       | Camo               |        |
| 2019 | Piemonte            | Vercelli        | Alagna Valsesia           | Riva Valdobbia     |        |
| 2020 | Lombardia           | Lecco           | Bellano                   | Vendrogno          |        |
| 2020 | Trentino-Alto Adige | Trento          | San Michele all'Adige     | Faedo              |        |
| 2020 | Marche              | Pesaro e Urbino | Pesaro                    | Monteciccardo      |        |
| 2023 | Lombardia           | Pavia           | Campospinoso Albaredo     | Albaredo Arnaboldi | [ 63 ] |

### Comuni di prossima istituzione
Fusioni già approvate da referendum:
1º gennaio 2027
- Pescara (PE) (Montesilvano, Pescara e Spoltore) - Popolazione 191.329[65][66][67]